# وحشی (فیلم ۲۰۱۲)
وحشی (به انگلیسی: Feral) یک انیمیشن کوتاه سیاه و سفید آمریکایی ساخته دانیل سوسا است که برای اولین بار در جشنواره فیلم ساندنس در ۱۹ ژانویه ۲۰۱۳ به نمایش درآمد. داستان فیلم دربارهٔ پسر جوانی است که در حیات وحش رشد کرده و از تمدن به دور بوده است. پسرک توسط یک شکارچی پیدا می‌شود و به زندگی میان انسان‌ها برگردانده می‌شود اما در دنیای جدید احساس بیگانگی می‌نماید و برای سازگار شدن با محیط از همان استراتژی‌های زندگی در جنگل استفاده می‌کند. وحشی در هشتاد و ششمین دوره جوایز اسکار کاندید دریافت جایزه بهترین انیمیشن کوتاه شد ولی جایزه را دریافت نکرد.